# Rafael Esparza García
Rafael Esparza García (Sant Sebastià, 1893 - Madrid, 22 d'agost de 1936), va ser un advocat i polític espanyol.

## Biografia
Advocat de professió, durant l'època de la Segona República va ser membre d'Acció Popular (AP) i de la Confederació Espanyola de Dretes Autònomes (CEDA). Va ser elegit diputat per la circumscripció de Madrid en les eleccions de 1933, i novament en les eleccions de 1936. Va tenir una participació destacada durant la concentració de la CEDA celebrada a El Escorial l'abril de 1934, on advocà per la necessitat d'una major disciplina en el si del partiy.
El juliol del 1936, després de l'esclat de la Guerra Civil, va ser detingut i empresonat en la Presó Model de Madrid.
La nit del 22 al 23 d'agost va ser assassinat a la presó Model per milicians que havien ocupat la presó.